# Dysauxes tripunctata
Dysauxes tripunctata är en fjärilsart som beskrevs av Giovanni Antonio Scopoli 1786. Dysauxes tripunctata ingår i släktet Dysauxes och familjen björnspinnare. Inga underarter finns listade i Catalogue of Life.